# Mork and Mindy
Mork and Mindy est une série télévisée américaine en 95 épisodes de 25 minutes, créée par Garry Marshall et diffusée entre le 14 septembre 1978 et le 27 mai 1982 sur ABC. En France, le premier épisode a été diffusé le 11 avril 2008 sur Série Club dans les Screenings 2008.

## Synopsis
Mork (Robin Williams) est un extraterrestre originaire de la planète Ork, envoyé sur Terre dans un vaisseau en forme d'œuf, afin d'étudier les humains. 
Alors qu'il doit être réaffecté à une autre mission, Mork rencontre Mindy McConnell (Pam Dowber), une jeune femme qui lui promet de garder son identité secrète et le cache dans son grenier.
Après de nombreux rebondissements, Mork et Mindy tombent amoureux, se marient et ont un fils, Mearth. Celui-ci, interprété par Jonathan Winters (né en 1925) se présente sous la forme d'un homme à l'âge bien avancé car les enfants de la planète Ork naissent avec l'apparence d'une personne âgé avant de rajeunir au fil du temps.

## Distribution
- Robin Williams : Mork
- Pam Dawber : Mindy McConnell
- Conrad Janis : Fred « Fredzo » McConnell
- Ralph James : Orson
- Paul Willson : Bob
- Robert Donner : Exidor
- Jonathan Winters : Mearth

## Commentaires

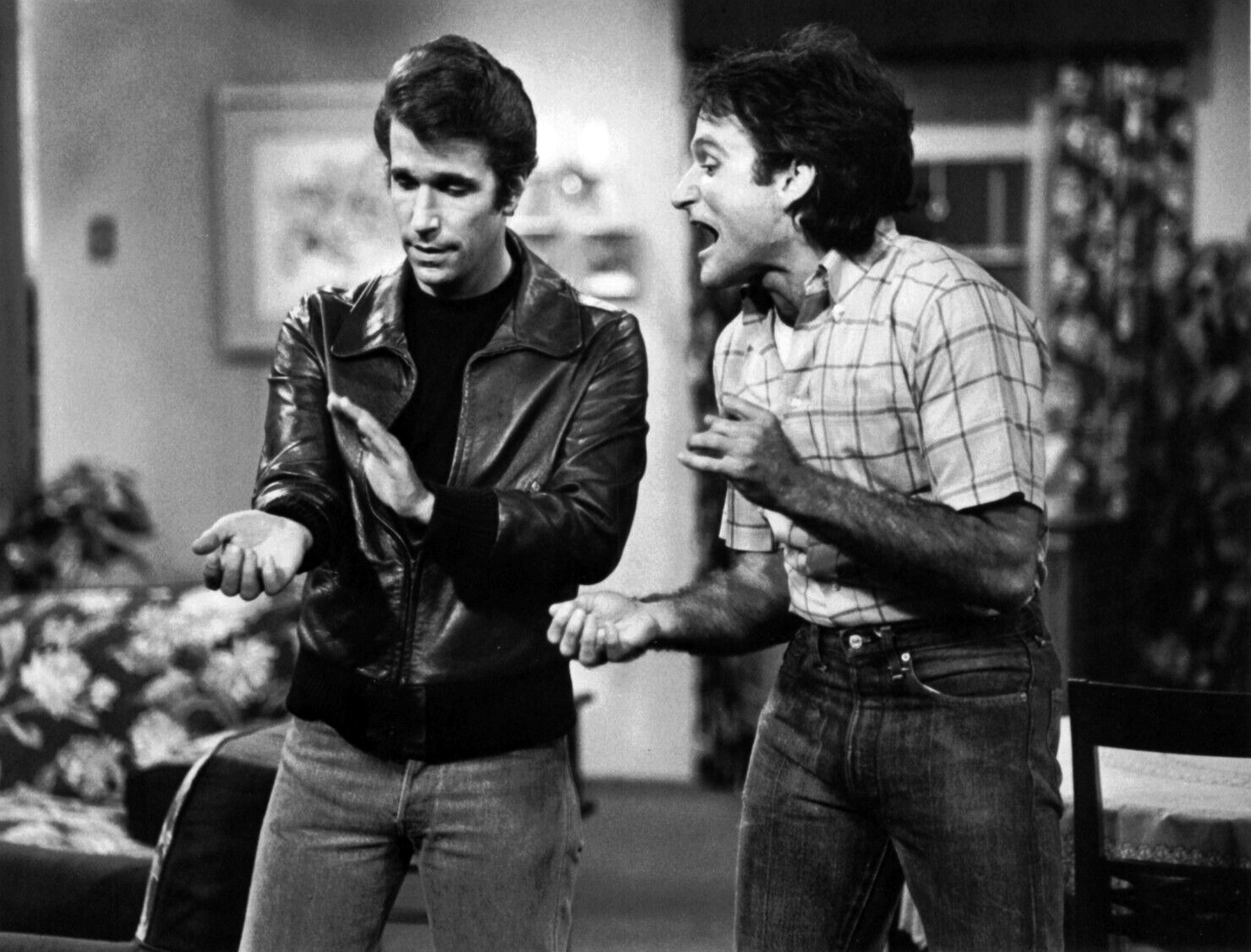
Henry Winkler et Robin Williams jouant Fonzie et Mork en 1978

Cette série est une série dérivée de Happy Days. Le personnage de Mork apparaissait dans l'épisode Richie et l'extraterrestre (5-22), dans lequel il menaçait de kidnapper Richie Cunningham afin de l'exhiber sur sa planète d'origine, Ork, comme « spécimen humain ». Mais son plan était déjoué par Fonzie. Henry Winkler (Fonzie) fait d'ailleurs une apparition dans le pilote.

## Récompenses
Avant d'interpréter le rôle d'Adrian Cronauer dans Good Morning, Vietnam, Robin Williams a obtenu son premier Golden Globe, celui de meilleur acteur de comédie lors de la 36e cérémonie des Golden Globes pour ce rôle d'extra-terrestre déjanté.